# 청새리상어
청새리상어(영어: Blue Shark, 학명: Prionace glauca 프리오나케 글라우카[*])는 흉상어목 흉상어과에 속하는 상어이다. 온대와 열대 해역 깊숙한 곳에 서식한다. 시원한 물을 선호하여 긴 거리(예컨대 뉴잉글랜드에서 아르헨티나)를 회유한다.
평소에는 별로 활발하지 못하지만, 빨리 움직일 때는 매우 빨리 움직인다. 청새리상어는 태생이며 한 배에 25 ~ 100 마리의 새끼를 친다. 주로 작은 물고기와 오징어류를 먹고 살지만, 더 큰 먹이도 잡을 수 있다. 청새리상어는 성별과 몸집에 따라 구별되어 군영을 한다. 이러한 습성 때문에 “바다의 늑대”라는 별명이 붙었다. 최대 수명은 아직 밝혀지지 않았지만, 적어도 20년은 더 사는 것으로 생각된다.

## 서식지
전 세계의 온대 및 열대 깊은 바다에서 서식하며, 수면에서 약 350m(1,150피트) 깊이까지 분포한다. 온대 해역에서는 해안 가까이까지 접근하여 다이버들에게 관찰되기도 하나, 열대 해역에서는 더 깊은 곳에서 생활한다. 북쪽으로는 노르웨이, 남쪽으로는 칠레까지 서식하며, 남극을 제외한 모든 대륙의 연안에서 발견된다. 태평양에서는 북위  20° ~ 50° 사이에서 가장 많이 분포하나, 계절에 따라 그 수가 크게 변동한다. 열대 지역에서는 북위 20도에서 남위 20도 사이에 비교적 고르게 분포한다. 12~20 °C (54–68 °F) 사이의 수온을 선호하지만, 3.9~31 °C (39.0–87.8 °F)에 이르는 수온에서도 관찰될 수 있다.

## 먹이
오징어는 청새리상어에게 가장 중요한 먹잇감이지만, 갑오징어, 보라문어와 같은 다른 무척추동물뿐만 아니라, 바닷가재, 새우, 게, 그리고 많은 수의 경골어류, 작은 상어, 포유류 사체, 바닷새도 먹이에 포함된다. 청새리상어는 빠른 속도로 헤엄칠 수 있어 먹이를 쉽게 따라잡을 수 있다. 삼각형 모양의 이빨은 미끄러운 먹이를 쉽게 붙잡을 수 있게 해준다.

## 포식자
어리고 작은 개체들은 백상아리나 뱀상어와 같은 더 큰 상어에게 잡아먹힐 수 있다. 범고래는 청새리상어를 사냥하는 것으로 보고되었다. 청새리상어는 여러 종의 기생충의 숙주가 될 수 있다. 캘리포니아바다사자, 북방코끼리물범, 그리고 케이프 물개는 청새리상어를 잡아먹는 것이 관찰되었다.
뛰어난 양안 시력과 먹이를 쫓을 때 앞을 볼 수 있는 능력을 가지고 있음에도 불구하고, 연구에 따르면 청새리상어는 뒤에서 접근하는 포식자를 항상 잘 발견하지 못하는 것으로 나타난다. 한 실험에 따르면, 큰 포식자가 청새리상어를 쫓을 때 가장 효과적인 공격 각도는 아마도 꼬리 방향일 것이다. 이는 포식자가 꼬리 지느러미를 공격하여 움직이지 못하게 할 수 있는 위치에 놓이게 한다. 그러나 청새리상어는 꼬리 방향에서의 접근에 완전히 무력한 것은 아닌데, 반응 거리에 따라 도피 능력을 조절할 수 있기 때문이다.

## 번식과 성장
청새리상어는 9~12개월의 임신 기간 후, 한 배에 4~135마리의 새끼를 낳는다. 출생 후 어린 상어들은 독립적으로 성장하기 위해 성어 서식 지역 외부의 특정 보육 지역에 남겨진다. 이 보육 지역은 갓 태어난 새끼들에게 초기 몇 달 동안 안전한 환경을 제공한다. 암컷은 5~6세에 성숙하고, 수컷은 4~5세에 성숙한다. 연구에 따르면 암컷은 출생 및 번식 모성애를 보일 수 있는데, 이는 특정 장소로 돌아와 출산하는 것을 의미한다.

## 이주
청새리상어는 온대 및 열대 해역을 가로질러 광범위한 거리를 이동한다. 그들의 이동은 계절 변화, 먹이 이용 가능성, 그리고 최적의 환경 조건에 대한 필요성에 영향을 받는다.  이 상어들은 수평 및 수직으로 모두 이동한다. 그들의 수영 행동은 하루 중 시간에 따라 다르다. 낮 동안 청새리상어는 평균 1.2km/h의 속도로 이동하며, 평균 수영 속도는 1.3km/h이다. 밤에는 활동량이 증가하여 평균 이동 속도는 1.8km/h, 수영 속도는 2.8km/h이다. 이러한 속도 증가는 종종 짧은 잠수 중에 발생하며, 특히 밤에는 상어들이 얕은 물부터 100m가 넘는 깊이까지 더 많은 수직 이동을 보인다.
청새리상어는 밤, 특히 초저녁에 가장 활발하며, 새벽 시간에는 활동량이 가장 낮다. 낮 동안에는 약 30m 수심에 머무는 경향이 있는 반면, 밤에는 약간 더 깊은 약 40m까지 이동한다. 대부분의 시간을 18~42m 수심 범위 내에서 보내지만, 때로는 더 깊이 잠수하기도 한다. 그들의 행동은 수온에도 영향을 받는데, 14~16°C의 좁은 범위를 선호하지만 8.5~17.5°C 사이의 수온에서도 발견된다. 청새리상어는 추운 달에는 종종 표면 근처에서 헤엄치지만, 가장 춥거나 가장 더운 달에는 표면 온도 변화로 인해 이러한 행동이 감소한다.

## 모습
청새리상어는 몸이 가늘고 긴 가슴 지느러미를 가지고 있다. 다른 많은 상어와 마찬가지로, 청새리상어도 보호색을 띤다. 몸의 윗부분은 짙은 파란색이고, 옆면은 더 밝은 파란색이며, 배 부분은 흰색이다. 수컷 청새리상어는 성숙하면 보통 1.82에서 2.82m(6.0~9.3ft)까지 자라는 반면, 더 큰 암컷은 성숙하면 보통 2.2에서 3.3m(7.2~ 10.8ft)까지 자란다. 큰 개체는 3.8m(12ft)까지 자랄 수 있다. 몸매가 상당히 길고 날씬하며, 수컷은 보통 27에서 55kg(60~121lb)까지, 큰 암컷은 93에서 182kg(205~401lb)까지 나간다. 때때로, 3m(10ft)를 넘는 암컷은 204kg(450lb) 이상 나갈 수 있다. 이 종의 가장 무거운 보고된 무게는 391kg(862lb)이었다. 청새리상어는 또한 변온동물이며 독특한 후각을 가지고 있다.

## 보전 상태
청새리상어는 원양 어업에서 혼획되는 연골어류의 약 85~90%를 차지한다.  2018년 6월, 뉴질랜드 환경보호부(Department of Conservation)는 뉴질랜드 위협 분류 시스템에 따라 청새리상어를 "해외 안전(Secure Overseas)" 등급으로 분류하며 "위협받지 않음(Not Threatened)"으로 평가했다.[39] 국제자연보전연맹(IUCN)은 이 종을 "준위협(Near Threatened)"으로 지정하고 있다.

## 이용
청새리상어의 고기는 식용 가능하지만 널리 선호되지는 않는다. 생으로 먹거나 건조, 훈제, 염장 처리하여 섭취하며, 어분으로도 가공한다. 식용 가능한 살에서 높은 농도의 중금속(수은 및 납)이 보고된 바 있다. 껍질은 가죽으로, 지느러미는 샥스핀 수프 재료로, 간은 기름을 얻는 데 사용된다. 청새리상어는 아름다움과 속도 때문에 가끔 낚시 대상어로 여겨지기도 한다.